# 柳重言
柳重言（Jim Lau，1963年—），原名柳啟強，香港音樂製作人、词曲作家、歌手。1980年代以填詞人身分入行，及後於1989年於CASH流行曲創作大賽奪得最佳填詞獎，逐漸為人所熟悉。

## 簡歷
柳重言原修讀工程系，當過機械工程師及印刷電路板技工。在他進入樂壇前，曾有一段鮮為人知的初戀，不過這段戀情只維持了七個月。初戀情人因癌症不説一句地離開了他，自己卻擺脫不了這段青澀的感情，如此沉溺促使他拾起結他，與其中學同學玩音樂，更透過做暑期工賺取外快，憑兩個多月的工資購入電子琴，至1988年首次推出自創歌曲（張學友的《別了》）。翌年為Danny Summer創作《抱擁進夢》，於CASH流行曲創作大賽勇奪最佳填詞獎，同時加入寶麗金任和聲歌手。1990年應創作歌手蔡國權邀請，為港產片《賭聖》創作主題曲（李克勤《醉人的一晚》）。由於電影《賭聖》票房驚人（年度票房第一）因此開始為香港人所認識，亦受音樂界人士賞識，於九十年代初期乾脆辭掉工程師的工作全心投入音樂，自此展開了他創作的黃金時期。
2014年，他以50歲之齡参加《中国好歌曲》第一季，成為該節目年齡最大的參賽者，最終成為楊坤戰隊八強學員。

## 作品
1988年
|                           |  |
| - 張學友 – 別了（曲、詞） |  |

1989年
|                     |  |
| - 夏韶聲 – 抱擁進夢 |  |

1990年
|                             |  |
| - 李克勤 – 醉人的一晚（詞） |  |

1992年
|                         |  |
| - 李克勤 – 情難再（曲） |  |

1993年
|                                                                               |                                                                                         |
| - 李家明 – 痴情的我（詞） - 許冠英 – 相逢（詞） - 鄭梓浩 – 濃情厚意（曲、詞） | - 鄭梓浩 – 愛是太精采（曲、編） - 鄭梓浩 – 就這樣吧 - 鄭梓浩 – 願每天有你的愛（曲、編） |

1994年
|                                     |                             |
| - 鄭嘉穎 – 可否不講你要走（曲、編） | - 劉彩玉 – 還在眷戀你（詞） |

1995年
|                           |  |
| - 康賢 – 反叛的女人（曲） |  |

1996年
|                       |  |
| - 張衛健 – 法術（詞） |  |

1997年
|                                                           |                                                                   |
| - 呂方 – 傳聞（曲） - 陳奕迅 – 伴遊 - 陳奕迅 – 跟我走好嗎 | - 陳奕迅 – 今天等我來 - 陳奕迅、楊千嬅、梁汉文、何超儀 – 奔向未来 |

1998年
| | |
| - 譚詠麟 – OLE OLE 永不放棄（曲、詞） - 譚詠麟 – 一片天 - 譚詠麟 – 逆流鬥士 - 王菲 – 紅豆（曲） - 王菲 – 償還（曲） | - 何嘉莉 – 錯覺 - 陳奕迅 – 天下無雙（曲、編） - 陳奕迅 – 黃金時代（曲、編） - 張學友 - 不想這是場戲（曲、詞） |

1999年
| | |
| - 何嘉莉 – 為何你這麼喜歡我 - 李蕙敏 – 想愛沒有情 - 張學友 – 地球人（曲、編） - 張學友 – 你是我的春夏秋冬（曲） - 梁漢文 – 萬里陽光（曲） - 梁漢文 – 人間失格（曲） | - 郭富城 – 忘記你忘記了我（曲、詞） - 陳奕迅 – 每一個明天（曲、編） - 陳奕迅 – 今日（曲、編） - 陳奕迅 – 飄飄飄飄（曲） - 陳曉東 – 月光浴（曲、編） |

2000年
| | |
| - 王傑 - 我還好 - 古天樂 – 配樂 - 江蕙 – 漫漫長路 - 張家輝 – 愛得起 - 郭富城 - 你是未來（曲） - 陳奕迅 – 愛上你是我眼睛的錯 | - 陳奕迅 – 綿綿 - 陳奕迅 – 美麗謊言 - 陳潔儀 – 一個人的圓舞曲 - 陳曉東 – 夢過（曲） - 曾嘉莉 - 百變小櫻 - 劉美君 – 旅行（曲） |

2001年
|                                                                                       | |
| - 梁漢文 – 飛天吻 - 許志安 – 昨遲人 - 陳司翰 – 擺花街一號 - 陳冠希 – 越來越愛你（曲） | - 陳奕迅 – 單車（曲、編） - 彭海桐 – 想一想（曲、編） - 彭海桐 – 歌舞技樂園（曲、編） - 鄭秀文 – 你愛我愛不起（曲） |

2002年
|                                                                                          |                                                                               |
| - Shine – 一一 - 李蘢怡 – 夜杜拜 - 郭富城 – 臨睡吻你一次（曲、編、監） - 陳小春 – 失戀王 | - 鄭秀文 – 更加愛你（曲、編） - 鄭秀文 – 守株待兔（曲、編） - 蘇永康 – 我和你 |

2003年
|                                                   |                                                           |
| - 朱茵 – 舉手不回（曲） - 張智霖 – 有緣更好（曲） | - 許志安 – 今年沒聖誕（曲） - 黃凱芹 – 更好世界（曲、編） |

2004年
|                                     |               |
| - 刘浩龙 - 十惡不赦 - 張國榮 - 冤家 | - 梁漢文 - DJ |

2006年
|                           |  |
| - 梁詠琪 – 今年仲夏（編） |  |

2009年
|                               |  |
| - 陳奕迅 – 七百年後（曲、監） |  |

2011年
|                                   |  |
| - 薛凱琪、周子揚 – 唯愛（曲、編） |  |

2015年
|                           |  |
| - 側田 – 下次無下次（曲） |  |

2023年
|                           |                         |
| - 周柏豪 - 小船大海（曲） | - 周柏豪 - 敬老爸（曲） |